# Danh sách máy bay trực thăng quân sự của Hoa Kỳ
Dưới đây là danh sách liệt kê các loại máy bay trực thăng quân sự của Hoa Kỳ đang trong trang bị (chủ yếu các loại điển hình)

## Chống tàu ngầm
- SH-3H Sea King
- Sikorsky SH-60 Seahawk

## Trực thăng tấn công
- AH-1W/Z Cobra/Viper
- AH-6J/M Little Bird
- AH-64A/D Apache/Longbow
- RAH-66 Comanche

## Trực thăng vận chuyển
- CH-46 Sea Knight
- CH-47D Chinook
- CH-53E Super Stallion
- M/CV-22B Osprey

## Nhiềunhiệm vụ
- MH-6J/M Little Bird
- MV-22 Osprey
- MH-47D/E Chinook
- MH-53J/M Pave Low III/IV
- MH-60K/L/M Black Hawk
- MH-60R Seahawk
- MH-60S Seahawk

## Quan sát
- OH-58A/C/D

## Cứu trợ
- HH-60G Pave Hawk
- HH-60H Sea Hawk
- MH-68A Stingray

## Chỉ huy
- VH-3A/D Sea King/Marine One
- VH-53D Sea Stallion/Marine One
- VH-60L Black Hawk
- VH-60N Nighthawk/Marine One

## Huấn luyện, đào tạo
- TH-57 Sea Ranger
- TH-67A Creek

## Utility
- UH-1H/N/Y Iroquois
- UH-3H Sea King[1]
- UH-60A/L Black Hawk